# Tracy Nelson

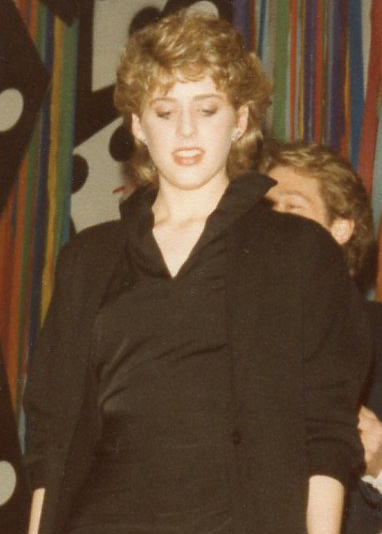
Tracy Nelson

Tracy Kristine Nelson (Santa Monica, 25 oktober 1963) is een Amerikaanse actrice.
De vader van Nelson  was de rock-'n-rollzanger Ricky Nelson; hij kwam in 1985 om het leven bij een vliegtuigongeluk. Haar moeder is Sharon Kristin Harmon (Nelson). Zij is een Amerikaanse actrice. Nelson speelde een van de hoofdrollen in de Father Dowling Mysteries.

## Filmografie
- Yours, Mine and Ours (1968)
- Glitter (1984) (TV)
- Maria's Lovers (1984)
- Down and Out in Beverly Hills (1986)
- The Drug Knot (1986) (TV)
- Pleasures (1986) (TV)
- Kate's Secret (1986) (TV)
- Tonight's the Night (1987) (TV)
- If It's Tuesday, It Still Must Be Belgium (1987) (TV)
- Fatal Confession: A Father Dowling Mystery (1987) (TV)
- Highway Heartbreaker (1992) (TV)
- Perry Mason: The Case of the Reckless Romeo (1992) (TV)
- No Child of Mine (1993) (TV)
- Ray Alexander: A Taste for Justice (1994) (TV)
- The Adventures of Mary-Kate & Ashley: The Case of the Mystery Cruise (1995) (Video)
- The Adventures of Mary-Kate & Ashley: The Case of the Sea World Adventure (1995) (Video)
- Ray Alexander: A Menu for Murder (1995) (TV)
- [For Hope (1996) (TV)
- Touched by Evil (1997) (TV)
- The Night Caller (1998)
- The Promise (1999) (TV)
- The Perfect Nanny (2000)
- Home the Horror Story (2000)
- Perfect Game (2000) (Video)
- The Perfect Tenant (2000)
- Dumb Luck (2001)
- Fangs (2001)
- Killer Bees! (2002) (TV)
- Her Perfect Spouse (2004) (TV)
- A Killer Upstairs (2005) (TV)
- Miracle at Sage Creek (2005)
- The Rival (2006) (TV)
- A Grandpa for Christmas (2007) (TV)
- Polar Opposites (2008)

## Televisie
- Square Pegs (20 episodes, 1982–1983)
- Hotel (1 episode, 1983)
- Glitter (1984)
- St. Elsewhere  (1 episode, 1984)
- Family Ties (2 episodes, 1984–1985)
- The Love Boat (1 episode, 1985)
- Comedy Factory (1 episode, 1986)
- The Drug Knot (1986)
- Father Dowling Mysteries (43 episodes, 1987–1991)
- A League of Their Own (2 episodes, 1993)
- Snowy River: The McGregor Saga (4 episodes, 1994)
- Matlock (1 episode, 1994)
- Burke's Law (1 episode, 1994)
- Melrose Place (4 episodes, 1994–1995)
- The Nanny (1 episode, 1995)
- Touched by an Angel (1 episode, 1996)
- Diagnosis: Murder (1 episode, 1996)
- Seinfeld The Cartoon 1 episode, 1998)
- 7th Heaven (1 episode, 2000)

- Biblioteca Nacional de España: XX4932699
- Bibliothèque nationale de France: cb14050255k (data)
- International Standard Name Identifier: 0000 0000 7825 8264
- Library of Congress Control Number: no2012032911
- SNAC: w6vj9fg5
- Virtual International Authority File: 213356
- WorldCat: E39PBJrm4FtG6GyKQDGXkjXmVC